# 1459

## Události
- založení novoplatónské Akademie ve Florencii

### Probíhající události
- 1454–1466 – Třináctiletá válka
- 1455–1487 – Války růží

## Narození
- 2. března – Hadrián VI., papež, nizozemský duchovní a teolog († 14. září 1523)
- 6. března – Jakob Fugger, německý obchodník, bankéř a důlní podnikatel († 1525)
- 22. března – Maximilián I. Habsburský, římský císař († 12. ledna 1519)
- 6. října – Martin Behaim, německý navigátor a kartograf, vytvořil nejstarší dnes zachovalý glóbus († 29. července 1507)
- 23. prosince – Džem, syn osmanského sultána Mehmeda II. († 25. února 1495)
- 27. prosince – Jan I. Olbracht, polský král († 17. června 1501)
- ? – Mikuláš ze Salmu, rakouský vojevůdce († 4. května 1530)
- ? – Jean Mouton, francouzský hudební skladatel († 30. října 1522)
- ? – Cima da Conegliano, italský malíř († 1518)
- ? – Jang Tching-che, politik čínské říše Ming († 1529)
- ? – Hersekzade Ahmed Paša, syn vévody Svaté Sávy a osmanský velkovezír († 21. července 1517)

## Úmrtí
- 2. května – Antonín Florentský, italský dominikánský mnich a světec, florentský arcibiskup (* 1. března 1389)
- 16. června – Erik VII. Pomořanský, norský král (* před 11. červnem 1382)

## Hlavy států
- Papež – Pius II.
- České království – Jiří z Poděbrad
- Svatá říše římská – Fridrich III.
- Anglické království – Jindřich VI.
- Francouzské království – Karel VII.
- Florencie – Cosimo Medicejský
- Kastilské království – Jindřich IV. Kastilský
- Aragonské království – Jan II. Aragonský
- Polské království – Kazimír IV. Jagellonský
- Uherské království – Matyáš Korvín
- Litevské knížectví – Kazimír IV. Jagellonský
- Rusko – Vasilij II.
- Chorvatské království – Matyáš Korvín
- Bosenské království – Tomáš Bosenský
- Osmanská říše – Mehmed II.
- Dillíský sultanát – Bahlúl Chán Lódí
- Tímúrovská říše – Abu Sa'id Mirza